# Inmaculada Concepción (Hospital de los Venerables)
La Inmaculada Concepción es una talla de Juan Martínez Montañés realizada entre 1623 y 1624. Está ubicada en el Hospital de los Venerables, en Sevilla (Andalucía, España).

## Historia
La imagen fue realizada entre 1623 y 1624 por Martínez Montañés para uno de los retablos laterales de la iglesia del Convento de Santa Clara de Sevilla, realizado también por Montañés aproximadamente en el periodo 1621-1626 y con un añadido de Francisco de Ocampo en 1633. La talla se custodió en la iglesia conventual hasta que fue adquirida en el siglo xxi por la Fundación Focus para ser expuesta en la colección permanente del Centro Velázquez, situada en el Hospital de los Venerables.

## Descripción
La imagen, en madera policromada y de bulto redondo, muestra a la Virgen bajo la advocación de la Inmaculada. A diferencia de muchas Purísimas del barroco, en esta talla la Virgen luce aspecto de mujer madura, pues en el rostro se aprecian arrugas dotadas de gran profundidad así como un mentón marcado y, en general, facciones angulosas muy alejadas del aspecto aniñado de otras imágenes de Montañés, como la Inmaculada de El Pedroso. La Virgen presenta unos ojos casi cerrados y la vista dirigida al suelo, todo ello potenciado por la profundidad de los párpados inferiores y por unas cejas arqueadas que crean claroscuros. El cabello, como es habitual en la imaginería concepcionista de la época, presenta raya al medio y caída sobre los hombros mostrando profusas ondulaciones. Los brazos están flexionados y las manos juntas en actitud orante, con las palmas apretadas, detalle que se aprecia también en la Inmaculada venerada en la Iglesia de San Andrés, si bien esta última tiene el rostro girado hacia la derecha. La imagen del Hospital de los Venerables tiene ambos brazos desplazados hacia la izquierda, detalle presente también en la Inmaculada de El Pedroso que alcanzaría su máximo exponente con La Cieguecita.
La Virgen, con una altura de 1,68 metros, viste túnica de estampado floral con caída vertical hasta los pies, donde se producen notables drapeados, y porta un manto ricamente estofado el cual posee una disposición asimétrica en la que se dibuja una cascada de pliegues en el lado derecho, dotados estos de una amplitud y profundidad tan grandes que a nivel estilístico esta Inmaculada se aleja de las anteriores obras de Montañés. La figura se apoya en un escabel compuesto por una media luna y, frente a la misma, los rostros alados de dos serafines (detalle más propio de Alonso Cano que de Montañés, pues en las Inmaculadas de este último suelen aparecer una o tres cabezas en vez de dos), todo ello dispuesto sobre una sencilla peana barroca.

## Legado
Esta Inmaculada destaca en el catálogo de Montañés por ser el referente más inmediato de su obra maestra, La Cieguecita, creadora de una tendencia artística la cual sería imitada con posterioridad y supondría a su vez la ruptura definitiva del canon impuesto por Gregorio Fernández.
La talla tuvo el honor de participar en la exposición Montañés. Maestro de maestros, celebrada en el Museo de Bellas Artes de Sevilla del 29 de noviembre de 2019 al 14 de marzo de 2020. La exhibición tenía prevista su clausura para el 15 de marzo, pero la declaración del estado de alarma con motivo de la crisis sanitaria provocada por la COVID-19 produjo su cierre un día antes, debiendo permanecer la imagen en el museo más tiempo del inicialmente previsto a causa del confinamiento decretado por la pandemia.